# Kim thất tai
Kim thất tai hay còn gọi bầu đất, tam thất giả, rau tàu bay (danh pháp khoa học: Gynura divaricata) là một loài thực vật có hoa trong họ Cúc. Loài này được (L.) DC. mô tả khoa học đầu tiên năm 1838.